# Johann Gottlieb Egger
Johann Gottlieb Egger (* 28. März 1810 in Aarwangen; † 29. Dezember 1882 ebenda) war ein Schweizer Unternehmer und Politiker.

## Leben

### Familie
Johann Gottlieb Egger entstammte einer Familie, die für ihre Freiheitsliebe bekannt war. Sein Onkel, Johannes Egger (1772–?) war ein revolutionärer Geist der 1803 von der Mediationsregierung aus der Schweiz wegen Huldigungsverweigerung verbannt wurde. Nach seiner Rückkehr war er massgeblich an der Umstrukturierung der bernischen Räteregierung im Jahr 1831 zu einer Volksregierung beteiligt (siehe Geschichte des Kantons Bern). 
Der Vater von Johann Gottlieb, Friedrich Egger (1781–?), war Hutmacher und legte grossen Wert auf Bildung. Er und seine Frau Elisabeth, die Tochter des Krämers Egger, zogen zwölf Kinder auf und gründeten für die jüngeren Geschwister sowie für andere Kinder der Gemeinde eine Privatschule. Sein Vater war mit dem Geistlichen Johann Ludwig Samuel Lutz befreundet und besprach sich häufig mit diesem.
Johann Gottlieb Egger heiratete 1836 in Wynigen Elisabeth (geb. Seiler, * 1817) und gründete mit ihr in Aarwangen eine Familie mit sieben Kindern. 

### Werdegang
Johann Gottlieb Egger erhielt seine schulische Ausbildung unter Rektor Christian Heinrich Zeller an der Stadtschule in Zofingen, wo er grundlegende Kenntnisse erwarb, die ihm später in seinen beruflichen Laufbahnen von Nutzen sein sollten. Nach Abschluss seiner Schulzeit arbeitete er als Kaufmann bei dem renommierten Handelsunternehmen Moser und Co. in Herzogenbuchsee. Diese Tätigkeit legte den Grundstein für seine späteren Erfolge im Geschäftsleben.
Ab 1864 übernahm Johann Gottlieb Egger die Position des ersten Geschäftsführers der Kantonalbankfiliale in Langenthal, die er bis zu seinem Rücktritt 1881 leitete. Zudem war er als Landwirt tätig, was seine Verbindung zur ländlichen Gemeinschaft und zur Landwirtschaft festigte.
Johann Gottlieb Egger war in zahlreichen Institutionen aktiv, was seine bemerkenswerte Vielseitigkeit und seinen Einsatz für das Gemeinwohl unterstrich. Er war Präsident des Ökonomisch-gemeinnützigen Vereins Oberaargau von 1844 bis 1853, wo er die Nachfolge von Jakob Schneeberger antrat und später von Jakob Käser (1806–1878) abgelöst wurde. In dieser Rolle förderte er landwirtschaftliche und gesellschaftliche Projekte, die der Gemeinschaft zugutekamen.
Als Mitgründer der Käsereigesellschaft Aarwangen und deren Präsident setzte er sich für die Verbesserung der Milchproduktion und die Qualität der Käseherstellung in der Region ein. Sein Engagement in der Bierbrauerei Aarwangen, die er ebenfalls mit seinen Brüdern Johann Gottfried Augustinus Egger (* 1816) und  mitgründete, zeigte seine unternehmerische Weitsicht und seinen Einfluss auf die lokale Wirtschaft. Darüber hinaus bewirtschaftete er eine Musterwirtschaft, die als Vorbild für andere Landwirte diente, auch wenn sie nicht immer profitabel war. Seine Initiativen zur Verbesserung der landwirtschaftlichen Praktiken und zur Förderung der regionalen Wirtschaft trugen zur Stärkung der Gemeinschaft bei. Zudem engagierte er sich in der Verwaltung des Bezirksspitals in Langenthal.
Darüber hinaus war er ein aktives Mitglied der Ersparniskasse des Bezirks Aarwangen, wo er als Buchhalter, Direktionsmitglied und schließlich Präsident tätig war. Diese Positionen ermöglichten es ihm, die finanzielle Stabilität der Gemeinschaft zu unterstützen und lokalwirtschaftliche Initiativen zu fördern.
Beim Militär war er Quartierhauptmann.

### Politisches Wirken
Johann Gottlieb Egger war auch politisch aktiv und bekleidete verschiedene Ämter, die sein Engagement für die Gemeinschaft widerspiegelten. Er war von 1839 bis 1882 Mitglied des Grossrats des Kantons Bern und von 1846 bis 1849 im Verfassungsrat tätig. Seine Rolle als Regierungsstatthalter von Aarwangen von 1844 bis 1850 und erneut von 1855 bis 1864 zeigte seine Bedeutung in der politischen Landschaft der Region.
In seiner Heimatgemeinde Aarwangen diente er als Gemeindepräsident, wo er sich für die Belange der Bürger einsetzte und zur Verbesserung der Lebensqualität in der Gemeinde beitrug. Er war ein aktives Mitglied der Schulkommission und trug zur Verbesserung der öffentlichen Bildung bei.